# Schinus longifolia
Schinus longifolia là một loài thực vật có hoa trong họ Đào lộn hột. Loài này được (Lindl.) Speg. miêu tả khoa học đầu tiên năm 1910.